# 法貴発
法貴 発（ほうき はつ / たかし、1846年9月29日〈弘化3年8月9日〉 - 1890年〈明治23年〉12月23日）は、明治時代の政治家、官吏、裁判官。自由民権運動家。衆議院議員（1期）。幼名は篤介、信保。

## 経歴
丹波篠山藩士・法貴新治の二男として丹波国多紀郡篠山山内町（兵庫県多紀郡篠山町、篠山市を経て現丹波篠山市）として生まれた。のち上京し昌平黌に入り塩谷宕陰、中井履軒、芳野金陵などに漢籍を学んだ。長州征討、戊辰戦争に従軍したのち開国論および佐幕主義に目覚め、各地を転々としたのち鹿児島の兵学寮に入校した。1871年（明治4年）の廃藩置県を機に篠山へ帰郷し、間もなく上京し大蔵省地租改正局に出仕し同職を5年間に渡り務めた。この間、静岡県権中属、中属、福岡県中属、権大属、兼判事補を経て、福岡県令の推挙を受け一等属に進んだ。ついで福岡県令代理、裁判予審掛を歴任したのち郷里に戻り法律や漢学を教える私塾を開いた。
1880年（明治13年）政治結社自治社を結成し、総理を務める。33歳の時に兵庫県会議員に当選。常置委員を歴任したのち、板垣退助らの自由党結成に参加した。1890年（明治23年）7月の第1回衆議院議員総選挙では兵庫県第3区から出馬し当選するが、在任中に死去した。

## 著作
- 『英史教院議院沿革表論』 上中下巻、文栄堂、1873年。全国書誌番号:40015136 全国書誌番号:73022631。
- 『布達類編』古賀男夫、1878年12月。全国書誌番号:40022937。
- 『官令類編』 自明治元年至十二年三月、法貴発、1879年6月。 NCID BA67040322。全国書誌番号:40022740。
- 『国安論』法貴発、1880年6月。全国書誌番号:40019656。
- 『日本外史弁妄』中尾新助、1887年6月。 NCID BA5491849X。全国書誌番号:40012621。
- 堅田精司・富樫守 編『兵庫県における自由民権家 法貴発草稿集 ――付 各地民権家書簡――』法貴発、1964年11月。 NCID BN13998729。全国書誌番号:65010192。